# Трансанелярна міграція

Трансанелярна міграція

Трансанелярна міграція (рос. трансанулярная перегруппировка, англ. transannular migration) — перегрупування, характерне для аліциклічних сполук, особливо макроциклічних (8 i більше атомів), що полягає в перенесенні атома Н або іншої групи до атома C, що віддалений на 3—4 атоми в циклі, але знаходиться поруч, тобто через цикл.